# Vertrag von Perejaslaw (1630)
Der Vertrag von Perejaslaw (polnisch Ugoda perejasławska) wurde 1630 zur Beendigung des Fedorowytsch-Aufstands in Polen-Litauen zwischen dem polnisch-litauischen König Sigismund III. Wasa und den Kosaken in Perejaslaw geschlossen.

## Vorgeschichte
Die Saporoger Kosaken waren mit der Union von Brest sowie mit der Beschränkung der registrierten Kosaken, die Sold von der polnischen Krone erhielten, unzufrieden. Sie wollten eine Aufstockung der registrierten Kosaken, eine Gleichberechtigung der orthodoxen Kirche und eine Vertreibung der Juden, die für die polnischen Magnaten die Abgaben eintrieben. Daher kam es seit dem 16. Jahrhundert immer wieder zu kleineren oder größeren Aufständen der Kosaken gegen die polnisch-litauischen Könige. Der Vertrag von Kurukowe war nicht von langer Dauer. Die Kosaken plünderten weiterhin das osmanische Reich und das Khanat der Krim. Als eine erneute Strafexpedition diese Raubzüge unterbinden wollte, brach der Aufstand der Kosaken unter Taras Fedorowytsch aus. Koniecpolski konnte einige der Kosaken dazu bewegen, Fedorowytsch abzusetzen.

## Beschlüsse
Die Tschaikas der Kosaken wurden abgebrannt und die Kosaken verpflichteten sich, mit ihren Überfällen auf das osmanische Reich und seine Verbündeten aufzuhören. Die Kosaken setzten zwar Taras Fedorowytsch als Hetman ab, verweigerten jedoch seine Auslieferung. Die Anzahl der registrierten Kosaken wurde auf 8.000 aufgestockt. Im Gegenzug verpflichteten sich die Kosaken zur Herausgabe der erbeuteten Kanonen. 

## Nachgang
Taras Fedorowytsch verweigerte die Unterzeichnung des Vertrages und versuchte, erfolglos den Aufstand fortzuführen. Gleichwohl brachte der Vertrag keinen dauerhaften Frieden.